# Livsbrev
Livsbrev blev hyppigt anvendt i perioden 1500–1800, bruges om brev som viser at indehaveren har fået overdraget noget på livstid. Som oftest er overdragelsen foretaget af kongen. 
Livsbrev kan gælde for ejendomme, len og andet. 

## Ekstern henvisning
- Livsbrev – Ordbog – ODS – ordnet.dk

| Jura | Spire Denne juraartikel er en spire som bør udbygges. Du er velkommen til at hjælpe Wikipedia ved at udvide den. |